# 湖南自修大学
湖南自修大学（こなんじしゅうだいがく）は、中華民国に存在した教育機関。

## 概要
1921年8月に28歳であった毛沢東によって開設された。自分たちによって長沙市で新たな生活を創造しなければならないため、同志を集めて家を借りて湖南自修大学を運営することにした。湖南自修大学の名は胡適が名付けた。
組織の大綱には労働の項が設けられている。知識階級と労働階級の接近を求めるために、労働の目的を達するために労働の設備を設けていた。これは文化大革命の時代の大学においての学生募集の中核でもあり、教育と労働を結合するという毛沢東の生涯においての教育観がこの頃にも表れていた。国共分裂してからの中華ソビエト共和国での教育もこのように行われていた。
湖南自修大学には、文学科と法学科が設置されていた。文学科では中国文学や西洋文学などを学び、法学科では法律や政治や経済などを学んでいた。科目は理論学習の段階と、実際運用の2つの段階で構成されていた。
毛沢東は湖南自修大学の特徴を、第一に自分で本を読み自分で思索、第二に共同討論・共同研究、第三に教師は詰め込むのではなく自修を補助する、第四に学生は1科目のみ研究でも数科目を研究でも良い、第五に学生は学問のみでなく健全な人格を養い社会改革の準備を整えると語る。
湖南自修大学では普通の授業は行われなかった。学生は教師と共に本を読んだり思考したり討論していた。学習内容は教師ではなく学生自らが決めていた。学習は一人だけでなく共同体で協力的に行われていた。湖南自修大学では学習という言葉は用いずに研究という言葉を用い、学生という言葉は用いずに研究生という言葉を用いていた。
毛沢東が湖南自修大学で最も大切であるとしていたことは学術対話会であり、週に2回か3回は対話会を行わなければならないとして、参加する人は思いっきり自分の意見を言うことを必要としていた。毛沢東は言論の自由という原則は、人類の最も貴重で楽しいことであると考えていたためである。
蔡元培によって発表された文章では、湖南自修大学が中国の新たな教育制度を創立したと述べられ、各省の学ぶべき模範であると褒め称えられる。湖南自修大学の思想は覆すことのできない真理であるとも述べられる。